# コッティコーヒー
コッティコーヒー（英: Cotti Coffee、中: 庫迪咖啡）は、2022年にラッキンコーヒーの創業者、元経営陣が創業した中華人民共和国のコーヒーチェーン店である。
経営は、直営店とフランチャイズ方式をとっており、店舗数は現在世界28か国、16000店舗以上、世界で3番目に大きいコーヒーチェーンとなっている。
コーヒーやココナッツラテ、お茶などのドリンクを販売している。

## 歴史

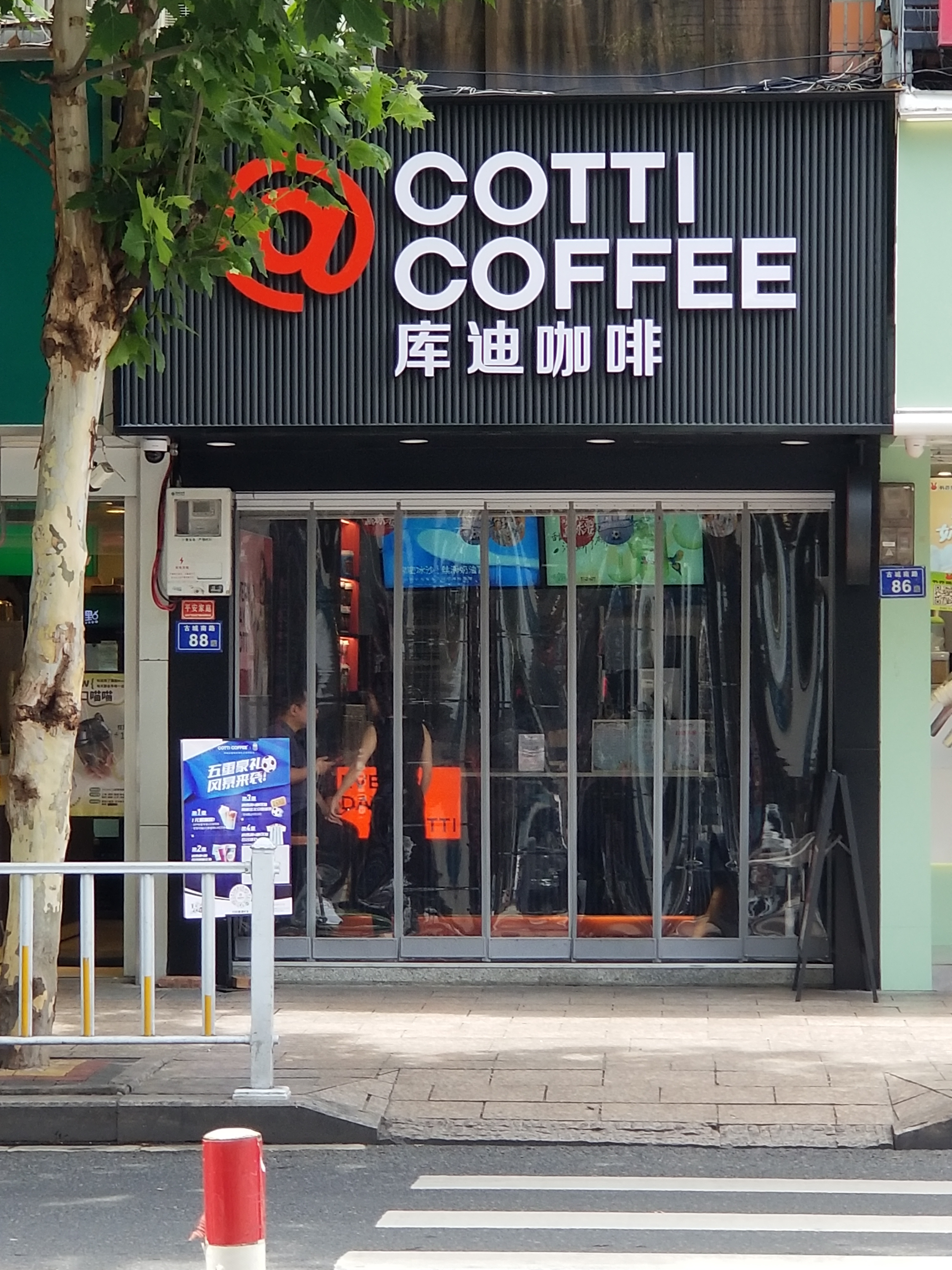
中国にある店舗

- 中国にある店舗2022年10月、ラッキンコーヒーの創業者であった陸正耀や経営陣であった銭治亜らによって中国・福建省で創業された[3]。
- 2023年5月、店舗数は3000店舗に達した[4]。
- 2023年8月、世界展開を開始。韓国、インドネシア、カナダ、日本の5か国に進出、店舗数は5000店舗に達した。
- 2023年11月、世界中での店舗数は6000+店舗に達した。
- 2024年3月、世界中での店舗数は7000+店舗に達した。
- 2025年8月、世界中での店舗数は16000+店舗に達した。

## 日本における展開
日本国内の店舗一覧。
- 1号店：西池袋店
- 2号店：早稲田戸山キャンパス店
- 3号店：神保町一丁目店
- 4号店：大阪心斎橋店
- 5号店：府中KURURU店
- 6号店：京橋店
- 7号店：バロー甲府昭和店
- 8号店：大阪難波店